# Контрнаступление на Бугенвиле
Контрнаступление на Бугенвиле (англ. Bougainville counterattack) также известное как Вторая битва за Торокину (англ. Second Battle of Torokina) — контрнаступление японской императорской армии на тихоокеанском театре военных действий Второй мировой войны, предпринятое с целью захвата базы союзников, что располагалась на мысе Торокина на западном побережье острова Бугенвиль. Окончилось неудачей японцев.
Контрнаступление началось 8 марта 1944 года после нескольких месяцев подготовки. Его целью было уничтожение плацдарма союзников, на котором находились три стратегически важных аэродрома. Японцы ошибочно предполагали, что их силы были приблизительно равны силам союзников, однако последние заметили японскую подготовку к наступлению и усилили свои позиции. Нападение было отражено к 25 марта 1944 года; ни одно из трёх атакующих подразделений Японии не смогло выполнить поставленную задачу.
Успеху контрнаступления помешали неточность сведений и плохое планирование со стороны японцев; их противники же наоборот оказались хорошо подготовленными к наступлению и численно значительно (более чем в 3 раза) превосходили императорскую армию. Оно стало последней крупной атакой японских сил в ходе кампании на Соломоновых островах. Потерпев поражение, они покинули залив императрицы Августы и вели лишь ограниченные бои до конца 1944 года, когда на остров пришли австралийцы и серией наступлений подавили японское сопротивление к августу 1945 года, полностью оккупировав остров.

## Место сражения
Бугенвиль является самым крайним северо-западным островом Соломонового архипелага. Длина острова составляет 201 километр, ширина — до 61 километра в наиболее широком месте. По форме он напоминает скрипку. На территории острова преобладают две горные цепи, которые покрыты густыми джунглями. Прибрежные равнины представляют собой болотистую местность, в значительной степени покрытую мангровыми зарослями и джунглями. Климат на острове тропический, с сильными дождями в любое время года. Ранее на острове также было два действующих вулкана, но на момент начала боевых действий они оба потухли. Во время Второй мировой войны большая часть населения Бугенвиля (около 50 000 человек) жила в небольших поселениях на севере острова и вдоль его северо-восточного побережья. Территория внутри и вокруг контролируемого США периметра была малонаселённой. Дорог де-факто не существовало, хотя одна грунтовая полоса шла вдоль побережья, а ещё одна — пересекала все внутренние районы острова.

## Предыстория
К началу Второй мировой войны Бугенвиль входил в состав управляемой Австралией подмандатной территории Новой Гвинеи. Небольшое количество австралийских государственных служащих и менеджеров плантаций на острове покинули его вскоре после начала боевых действий в январе 1942 года, а уже в марте он перешёл под контроль Японской колониальной империи. Японцы заставили местных жителей работать на себя в качестве чернорабочих. Условия были суровыми, и работники часто не получали заработной платы за свой труд. В 1943 году японцы перебросили на Бугенвиль часть своих тихоокеанских подразделений, увеличив гарнизон острова до его максимального значения в 65 000 человек. По мере усиления бомбардировок владений империи со стороны США и Австралии, условия работы становились всё тяжелее, поэтому запасы продовольствия истощались быстрее, чем в обычных условиях. Росла и заболеваемость как среди японцев, так и среди местных жителей.
В 1943 году союзники начали крупную операцию Cartwheel, целью которой был захват японской базы в Рабауле, которая являлась главным опорным пунктом японской обороны в регионе. Первоначально она развивалась путем постепенного размеренного продвижения по двум направлениям — по цепочке Соломоновых островов и вдоль побережья Новой Гвинеи с захватом островов из архипелага Бисмарка. Во второй половине 1943 года цели операции изменились. Для экономии времени и сил от полного захвата всей территории архипелага было решено отказаться. Захват самих баз и узловых пунктов сопротивления также решили не проводить. Теперь союзники считали достаточным нейтрализацию Рабаула и других баз в регионе путем захвата господства на море и в воздухе. Бомбардировки Рабаула силами дальней авиации были не эффективными. 1 ноября 1943 года Первый корпус морской пехоты США высадился на мысе Торокина в районе залива императрицы Августы на западном побережье острова, которое контролировали японцы. Основной целью операции было создание аэродромов, с которых одномоторные бомбардировщики и истребители смогли бы достать Рабаул и нейтрализовать близлежащие аэродромы японской армии. Территорию всего острова, на котором было расположено несколько хорошо укрепленных баз противника, было решено не захватывать. Для функционирования аэродромов достаточно было захватить и удерживать плацдарм на побережье залива Императрицы Августы. Само место высадки было выбрано из-за слабости японских оборонительных сил в регионе и, соответственно, относительной простоты захвата. К тому же оно находилось достаточно далеко от основных баз противника на острове.
В дополнение к преимуществам, которые в принципе можно получить из-за удалённости баз японцев, американские планировщики операции сочли, что данный плацдарм также будет относительно просто защищать. Официальная история боевых действий корпуса морской пехоты США на острове гласит, что «равнина мыса Торокина, ограниченная естественными препятствиями — рекой Ларума на северо-западе, горами в глубине материка и рекой Торокина на юго-востоке является идеальной зоной обороны для размещённых на острове сил размером 9,7 километров в глубину и 13 километров в длину». Планировщики также посчитали, что любому отряду, достаточно большому, чтобы представлять угрозу для плацдарма, потребуется не менее трёх месяцев, чтобы достичь этого района по суше, начав свой путь от ближайшей военной базы Японии. Хотя потенциально японцы могли привлечь крупные силы для контратаки на мыс с целью недопущения строительства аэродромов, планировщики считали, что с такими исходными силы морпехов выстоят.
Японский командующий на Бугенвиле, генерал-лейтенант императорской армии Харукити Хякутакэ первоначально предполагал, что высадка американцев в заливе является лишь отвлекающим манёвром, за которым последует нападение основных сил американской армии на юг острова. Тем не менее, он провёл несколько небольших и безуспешных атак на плацдарм в начале ноября после того, как получил приказ от командования 8-го японского фронта. Основной силой японского наступления являлись 17-я японская армия самого генерала и ряд дополнительных подразделений, направленных из Рабаула. После того, как данные нападения были отбиты, на 22 ноября было запланировано масштабное наступление силами 4-х батальонов, однако план был отозван командованием 8-го фронта. Впоследствии силы США расширили свой плацдарм и нанесли поражение японцам в этом районе уже в наступательной операции, состоящей из серии сражений в ноябре — декабре. Большая часть участвовавших в боях японских сил была рассеяна или уничтожена: согласно официальной истории войны, американцы захватили 25 пленных и убили по меньшей мере 2458 солдат противника. Потери США же в этом наступлении были незначительны.

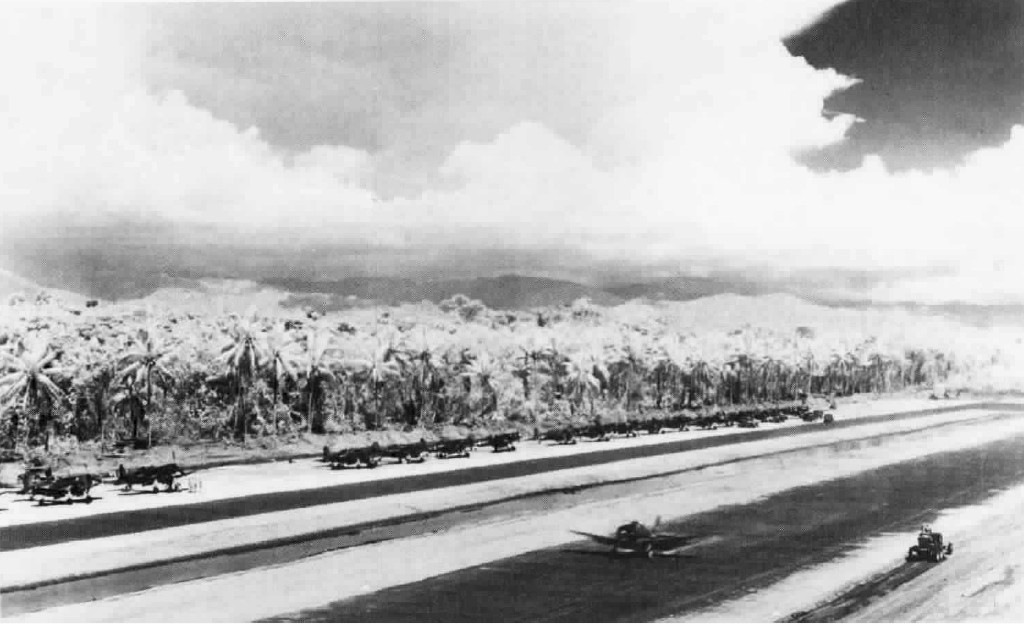
Истребители и бомбардировщики корпуса морской пехоты США, декабрь 1943 года

Оттеснив японцев с занимаемых ими позиций, американские войска в конце ноября приступили к работам по возведению линий обороны для защиты комплекса аэродрома. Эта работа была завершена к 15 декабря 1943 года. Оборонительные укрепления состояли из траншей, окопов и дотов для пулемётов и артиллерии. Оборонительное сооружение было выполнено в виде подковы; его периметр составлял 20,6 километров в длину и был окружён колючей проволокой. Участок около 90 метров шириной и во всю длину перед ней был полностью расчищен для ведения оборонительного огня в случае наступления противника. Тропы, ведущие в регион, были заблокированы препятствиями естественного и искусственного происхождения, а на других маршрутах были размещены фугасные заряды. Артиллерия и миномёты были размещены таким образом, чтобы иметь возможность поддержать обороняющиеся силы в любой точке периметра. Для освещения линии фронта использовалось несколько крупных прожекторов. Вокруг Ибу, к северу от периметра, был установлен форпост для раннего установления направления атаки.
Помимо этого, вскоре после высадки американских подразделений в заливе, началось строительство нескольких аэродромов по его периметру. Данную работу вели восемь строительных батальонов ВМС США и бригада инженеров из Новой Зеландии. 9 декабря 1943 года на мысе открылся первый аэродром, способный принимать истребители, и уже на следующий день эскадрилья боевых машин была отправлена с него для проведения операции против японских сил. Впоследствии были построены ещё два аэродрома, способные принять большое количество лёгких и средних бомбардировщиков; первый из них был завершён к 30 декабря 1943, а второй — к 9 января 1944 года. Данные аэродромы обладали повышенной стратегической важностью, поскольку были ближайшими к Рабаулу и могли использоваться для воздушных атак на японские позиции. Японские авиационные подразделения, дислоцированные в Рабауле, были измучены частыми воздушными налётами. 19 февраля в результате массового налета американской авиации японцы понесли особенно крупные потери. Этот налёт состоялся через два дня после рейда флота США на Трук. Японское командование приняло решение вывести все уцелевшие самолеты с Рабаула на Трук, после чего господство союзников в воздухе стало абсолютным.

## Подготовка к операции

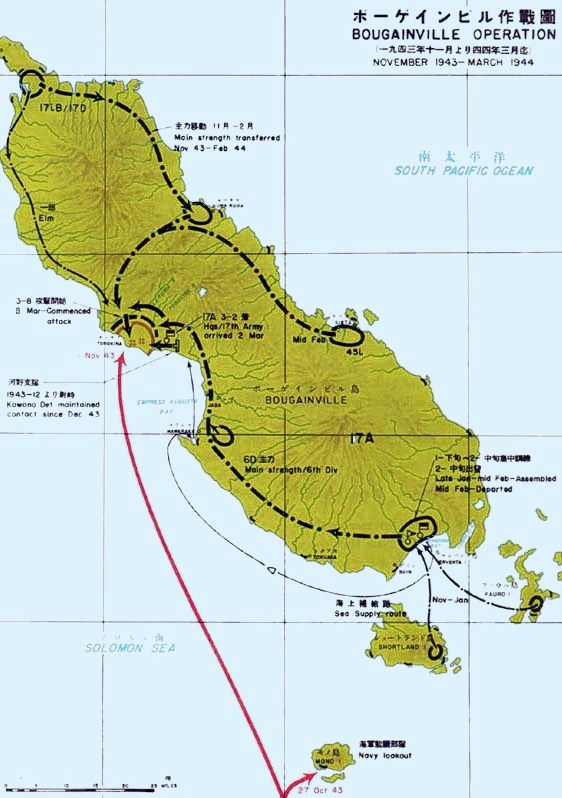
Карта передвижения войск в ходе боёв на Бугенвиле с ноября 1943 по март 1944 года. Чёрные линии — войска Японии; Красные линии — десантные операции западных союзников

В конце декабря 1943 года Хякутакэ и другие старшие офицеры японской императорской армии на острове пришли к выводу, что союзники не собираются покидать занятые позиции или высаживаться в других регионах и захватывать остров. Исходя из этого, японцы начали планировать контрнаступление. Их план базировался на ошибочной оценке численности американских войск на острове: согласно данным японского командования, на Бугенвиле должно было быть 30 тысяч военнослужащих, из которых около 20 тысяч принадлежали к ВВС и их обслуге. В реальности же силы американской армии на острове были в два раза больше — 60 000 военнослужащих. 17-я армия Японии, наученная горьким опытом битвы за Гуадалканал, решила провести одну крупную атаку по периметру, а не серию наступлений. Во время своего визита на Бугенвиль 21 января 1944 года, генерал японской армии Хитоси Имамура, командующий 8-м фронтом, отдал приказ начать наступление в начале марта. Японский историк Хироюки Синдо пишет о том, что такая дата была выбрана исключительно на основании размера оставшегося пайка: линия снабжения армии была перерезана союзниками из-за захвата Новой Зеландией островов Грин в середине февраля, и японское командование хотело завершить операцию до того, как запасы будут исчерпаны.
Подготовка к контрнаступлению была проведена в первые месяцы 1944 года. Поскольку основная часть 17-й армии дислоцировалась на северном и южном Бугенвиле, инженерам необходимо было построить дороги и мосты, по которым войска могли бы перебраться на холмы вглубь американского периметра. Боевые отряды, выбранные как передовые единицы наступления, провели 40 дней января и февраля 1944 года в тренировках, совершенствуя технику штурма в условиях плохо проходимых джунглей. К середине февраля все отобранные для проведения операции подразделения покинули свои базы и продвинулись вдоль восточного и западного побережья острова. Артиллерия и другое военное оборудование были переброшены на баржах вместе с 1400 солдат сопровождения на восток от мыса вокруг района Джаба—Мосигета; припасы же были переброшены на холмы по суше. Размера собранных пайков хватало только на две недели; хотя японцы изначально предполагали, что 12 000 солдат израсходуют их не ранее, чем через месяц.
Войскам западных союзников удалось отследить наращивание количества войск на Бугенвиле. Информация о многочисленных передвижениях 17-й армии была получена из большого количества источников, в том числе благодаря действиям американской разведки и патрулирования, а также из допросов японских пленных. Японские войска также были обнаружены в районе заставы в Ибу, которую удерживал первый батальон колониального Фиджи. В ответ на передвижение противника, авиация союзников нанесла удары по местам предполагаемого сосредоточения их войск. Американские торпедные катера, канонерские лодки  типа LCI(G) и десантные суда типа LCI(L) при поддержке самолётов Consolidated PBY Catalina патрулировали побережье Бугенвиля и нападали на японские баржи, хотя и не смогли остановить перемещение грузов и оборудования по морю. Американские бомбардировщики также периодически совершали налёты на базы японцев; с моря их обстреливали из тяжёлой артиллерии военные корабли.
В феврале произошло несколько небольших столкновений между войсками западных союзников и Японии. 3 февраля подразделение колониального Фиджи было усилено; оно стало составлять 400 солдат. Однако они были выведены за периметр в середине месяца после того, как превышающий их по численности отряд японских войск окружил аванпост и начал атаковать подразделения армии США, чьи силы были сосредоточены на защите линий снабжения. 19 февраля подразделение Фиджи и 200 местных жителей достигли побережья для эвакуации. Американские патрули и позиции их войск на северо-востоке от периметра также были атакованы японцами, из-за чего союзники пришли к выводу, что японские подразделения сосредоточены в этом районе. Документы, взятые с тел убитых японских солдат также позволили союзникам точно оценить план нападения императорской армии, а также боевой порядок сил. Общие данные разведки и военной оценки были размножены и розданы солдатам, удерживающим периметр; информирование велось в том числе и с помощью досок объявлений, расположенных на позициях подразделений.

## Силы сторон

### Япония
Основной силой японцев, участвовавшей в контрнаступлении была 6-я дивизия генерал-лейтенанта Масатанэ Канда. Данное подразделение состояло целиком из ветеранов японо-китайской войны и ранее участвовала в боевых действиях в материковом Китае. Помимо этого в составе атакующей группировки было два батальона 17-й дивизии. Группировка была разделена на три отдельных группировки, названные по именам командиров, а также артиллерийскую группу и резерв. Генерал-майор Иваса Сюн командовал одноимённым отрядом, состоящим из 23-го пехотного полка, 2-го батальона 13-го пехотного полка, двух артиллерийских батарей, а также инженеров и прочих вспомогательных сил. Отряд генерала Магаты Исаоши состоял из 45-го пехотного полка, а также вспомогательных отрядов артиллерии, миномётов и инженеров. Полковник Мудо Тойохараи возглавлял отряд «Мудо» в который входили 1-й и 3-й батальоны 13-го пехотного полка и несколько инженеров. Артиллерийская группа полковника Сайто была оснащена четырьмя 150-мм гаубицами, двумя 100-мм гаубицами, восемнадцатью 70-мм пехотными орудиями Тип 92 и большим количеством 75-мм горных орудий (согласно американскому отчёту в группе было 168 таких пушек). В резерв группировки входили 1-го и 3-го батальонов 53-го пехотного полка, а также некоторые отряда 81-го пехотного полка. По словам американского историка Джона Миллера, атакующих было от 15 400 до 19 000 человек. Японский историк Хироюки Синдо же утверждает, что лишь 9548 человек принимали непосредственное участие в боевых действиях. При этом у японских сил не было какой-либо поддержки с воздуха, поскольку силы были уведены из-за налёта на Трук. Японский императорский флот также не смог оказать поддержку в наступлении. Плюсом же для японцев было то, что они держались на возвышенности по периметру вокруг Торокины, что дало им возможность наблюдать за позициями противника.

### Западные союзники

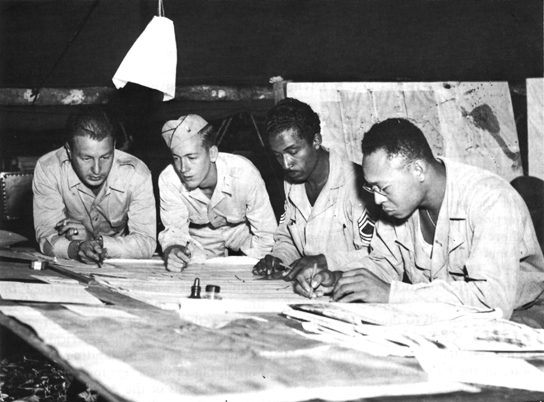
Солдаты 24-го пехотного полка армии США обсуждают оборонительные позиции. Март 1944 года

Периметр мыса Торокина оборонялся 14-м корпусом армии США под командованием генерал-майора Оскара Вулвертона Грисуолда с середины декабря 1943 года. Численно он значительно превосходил все японские силы, а также обладал значительным количеством артиллерии поддержки. К началу японской атаки, общая численность корпуса составляла 62 000 человек. В его состав входили две дивизии и значительное количество вспомогательных подразделений; обе дивизии состояли из ветеранов войны и ранее участвовали в боях на других островах Соломоновой группы. Первая из них, 23-я пехотная, под командованием Джона Рида Ходжа, занимала восточную часть периметра и состояла из трёх пехотных полков — 132-го, 164-го и 182-го. Остальную часть периметра обороняла 37-я пехотная дивизия под командованием генерал-майора Роберта Спарка Бейтлера, также состоящая из трёх полков — 129-го, 145-го и 148-го. В начале марта каждый из полков получил по батарее 75-мм гаубиц M1. Среди вспомогательных подразделений были 754-й танковый батальон, 3-й батальон обороны морской пехоты, 82-й батальон химической защиты (который был оснащен миномётами), 1-й батальон 24-го пехотного полка (афроамериканское подразделение, солдаты которого в основном были чернорабочими), а также 1-й батальон армии колониального Фиджи и несколько инженерных частей. Подразделения американских военно-морских сил и Королевских ВВС Новой Зеландии (англ. Royal New Zealand Air Force, RNZAF) были развёрнуты по периметру с целью защиты аэродромов от нападения со стороны японцев.
У 14-го корпуса не было своей артиллерии, однако бригадный генерал Лео Крибер, старший артиллерийский офицер 37-й дивизии, был назначен командовать всеми артиллерийскими частями в пределах периметра, включая восемь артиллерийских дивизионов, что входили в состав пехотных дивизий. Шесть из них были оснащены 105-мм гаубицами M101, а два других — 155-мм короткоствольными пушками Schneider малой дальности. Помимо этого была сформирована временная артиллерийская часть в составе корпуса, в которую вошли две батареи дальнобойных 155-мм пушек M1 из третьего оборонительного батальона и восемь батарей 90-мм зенитных орудий M2 из 251-го зенитно-артиллерийского полка. В феврале артиллерийские части были пополнены 2-м дивизионом 54-го берегового артиллерийского полка, который стал первым афроамериканским подразделением, который принял участие в битве в южной части Тихого океана.
Американские подразделения также получили поддержку с моря и воздуха. Силы ВМС США, принявшие участие в сражении, состояли из шести эсминцев, входящих в состав 22-й эскадры эсминцев, эскадры торпедных катеров, небольшого количества десантных кораблей огневой поддержки и нескольких десантных судов с пулемётами и малокалиберными пушками. Большинство авиационных подразделений были частями 1-го авиакрыла морской пехоты США, в котором было 64 пикирующих бомбардировщика Douglas SBD Dauntless и 32 торпедоносца Grumman TBF Avenger, использовавшихся для поддержки действий сухопутных сил. Помимо этого на Бугенвиле дислоцировались две эскадрильи истребителей, входящих в состав RNZAF.

## Планы сторон

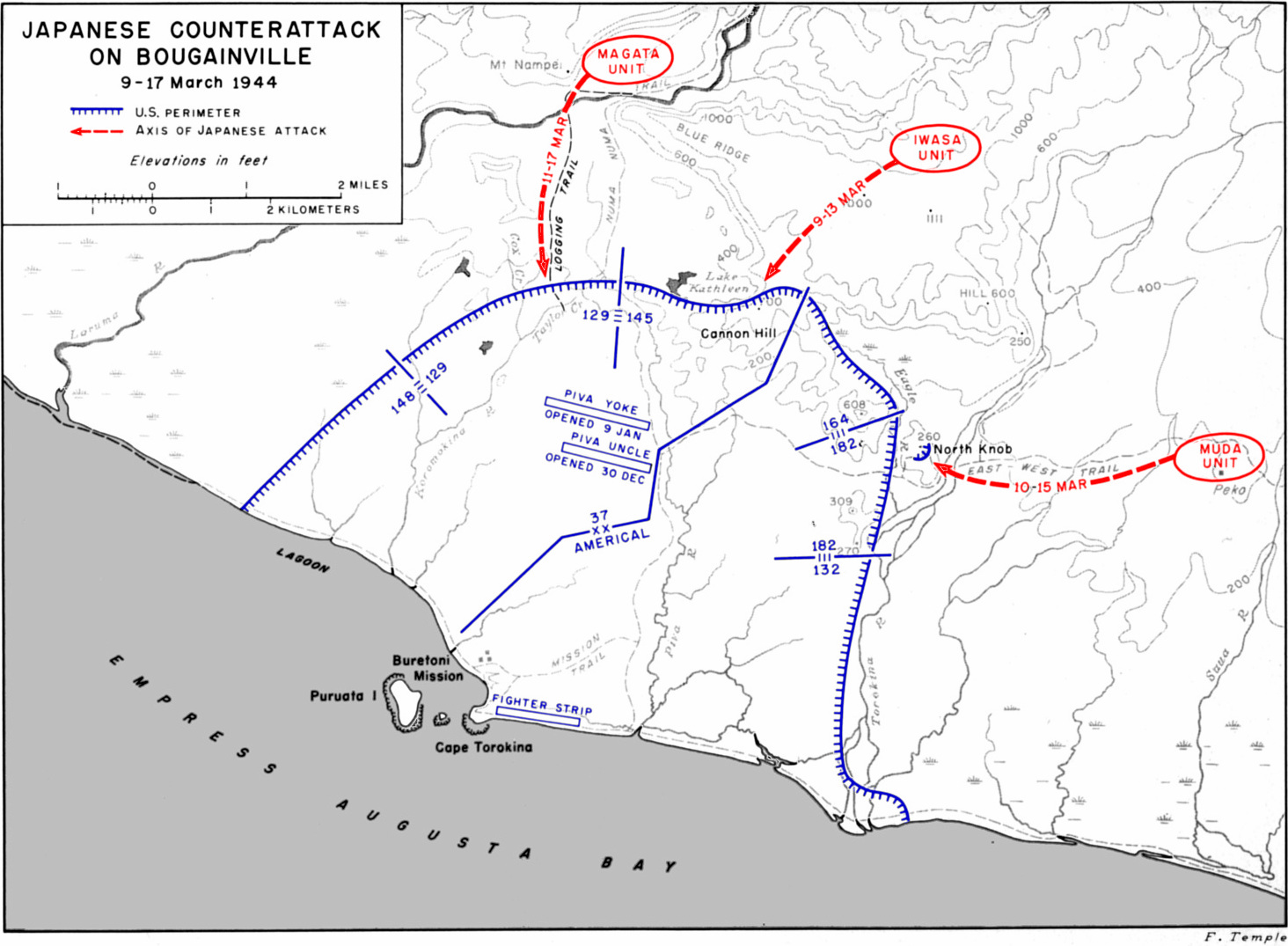
Карта японского контрнаступления. Синим цветом обозначены оборонительные позиции западных союзников, красным — позиции японских войск

Согласно японскому плану контрнаступления, три их группировки должны были предпринять серию скоординированных, но отдельных друг от друга атак по всему периметру обороны противника. В число целей входил захват стратегически важных холмов, после чего должен был начаться штурм аэродромов. Отряд «Иваса» должен был начать операцию, организовав наступление на юго-западе позиций союзников и уже 8 марта захватить высоту 700, находящуюся внутри их основного оборонительного периметра, после чего, вплоть до 10 марта, подразделение должно было отдыхать, а затем начать наступление на один из аэродромов — Пива. Одновременно с началом «второй фазы» наступления отряда «Иваса» свою атаку должен был начать отряд «Мудо», что расположился бы справа от периметра обороны союзников и начал бы наступление на запад с целью захвата 260 и 309 холмов. Два дня спустя он и один из батальонов отряда «Иваса», согласно плану, должен был захватить высоту 608 и «переместить» острие атаки влево, откуда на день ранее начинал своё наступление последний отряд «Магата», который должен был двинуться на юг через низменность и атаковать американский 129-й полк. Одержав победу над данным подразделением, «Магата» бы присоединился к «Иваса» и помог бы ему в продвижении на аэродромах. Заняв их, все три подразделения, объединившись в один «кулак» должны были двинуться к мысу Торокина и захватить его к 17 марта. Основной причиной необходимости столь быстрого продвижения была нехватка продовольствия.
Перед началом японской атаки западные союзники усилили свой периметр. По сравнению с концом 1943 года он также был увеличен в размерах, теперь составляя 21 километр в длину. Оборонительные позиции вдоль линии фронта были расширены вглубь; помимо этого были построены дополнительные резервные позиции для обороны в случае прорыва. Застава к востоку от периметра, располагавшаяся на высоте 260, использовалась и как наблюдательный пункт, и как точка, с которой можно было вести прицельный артиллерийский огонь. По плану американцев, сил для её обороны было достаточно, чтобы не дать японцам занять высоту и разместить там свои пушки. Согласно официальной истории, единственным слабым местом американской оборонительной позиции было недостаточное количество войск по сравнению с тем, которое американцы союзники обычно использовали для защиты периметра такой длины. Также японцам удалось занять холмы, с которой просматривался практически весь периметр.

## Битва
Японцы не атаковали по всему фронту, а сосредоточили силы в трёх отдельных его точках — высота 700 в центре, высота 260 на юге, а также позиции вокруг ручьёв Тейлор и Кокс. Наступление началось 8 марта 1944 года с артобстрела. В 5:45 утра японская артиллерия открыла огонь по оборонительному плацдарму союзников; основной целью их обстрела был аэродром Пива, на котором было уничтожено 4 самолёта, а ещё 19 — повреждены. Союзники быстро обнаружили позиции, на которых располагались орудия японцев, и открыли контрбатарейный огонь. Эсминцы ВМС США также открыли огонь по японцам со своей позиции, а самолёты прицельно бомбили несколько холмов за пределами периметра США. После бомбардировки все машины, что располагались на Пиве, за исключением шести Grumman TBF Avenger были перемещены на базу на соседнем острове Нью-Джорджия. На следующий день японцы сменили вектор обстрела, нанеся удар по полосе, предназначенной для истребителей, расположенной максимально близко к заливу. Тем не менее, согласно официальной истории США, огонь по линии фронта практически не вёлся за исключением позиций, занимаемых 145-м полком американской армии. На этом участке артобстрел привёл к небольшим потерям. Истребители США и Новой Зеландии продолжили действовать с аэродрома на Бугенвиле. Но ночевали они на аэродромах расположенных на близлежащих островах, чтобы гарантировать отсутствие повреждений из-за атак с земли. Каждый день американские TBF и SBD совершали около 100 боевых вылетов для непосредственной поддержки наземных войск. А самолёты Корпуса морской пехоты США и RNZAF атаковали японские линии снабжения.

### Высота 700
Высота 700, расположенная в секторе 37-й дивизии, удерживалась вторым и третьим батальоном 145-го пехотного полка армии США. Данную точку, специфически расположенную, с глубокой «седловиной» между двумя холмами, было сложно как оборонять, так и атаковать. Несколько дней перед началом наступления между американскими и японскими патрулями из подразделения «Иваса» происходили столкновения перед основными позициями. Японские диверсионные части одновременно с этим перерезали провода по периметру. 8 марта между американскими подразделениями и частями 23-го пехотного полка Японии произошло несколько небольших стычек, после чего артиллерия 37-й дивизии обстреляла районы, откуда японцы потенциально могли нанести удары по 2-му батальону 145-го пехотного полка. Полк начал своё решительное наступление с задержкой, после полуночи 9-го марта; вероятно ему помешал сильный дождь. Однако подразделению не удалось прорваться сквозь американскую оборону. После рассвета части 1-го и 2-го батальонов 145-го полка контратаковали японские силы, отвоевав большую часть ранее утраченной территории. Их поддерживали два американских эсминца, что в течение дня произвели 400 выстрелов. Контратака также была поддержана 2 танками класса M3 Stuart, однако они оказались малоэффективны из-за крутых холмов и извилистой местности. Японцы же воспользовались особенностями ландшафта, открыв скрытный миномётный и пулемётный огонь по маршруту снабжения США, который получил название Маккеланд-Роуд (англ. McClelland Road, Дорога Маккеланда). С наступлением темноты бои практически прекратились: обе стороны предпочли сохранять занятые ими оборонительные позиции, обмениваясь редкими выстрелами.

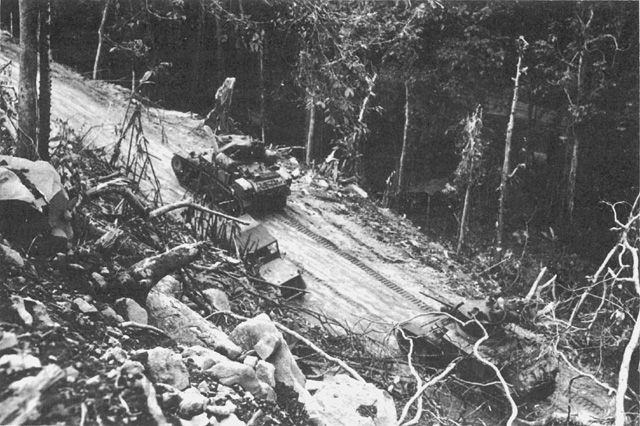
Лёгкий танк из 754-го танкового батальона США. Март 1944 года

Подразделение японцев вновь атаковало на следующий день в 6:45, однако ничего не добилось. Атака была отражена сильным артиллерийским огнём с закрытых позиций, а также огнём из стрелкового оружия. В дальнейшем командование США хотело начать стремительную контратаку, однако войска оказались слишком дезорганизованы для наступления. В связи с этим большую часть этого дня атаковали лишь авиационные силы в количестве 36 самолётов. Однако в 17:00 1-й и 2-й батальон 145-го полка начали хорошо скоординированное наступление и смогли отбить большую часть территории, утраченной 9-го марта. В ночь с 10 на 11 марта оставшиеся боеспособными бойцы «Ивасы» провели новое наступление на высоту 700, успешно захватив один из бункеров союзников. Однако дальнейшие попытки развить успех провалились.
Бейтлер, командир 37-й дивизии, разочарованный тем, что 145-й пехотный полк не сумел восстановить свои изначальные позиции по периметру, 11 марта 1944 года отправил ему подкрепление в виде 2-го батальона 148-го пехотного полка. Помимо этого в тот же день он освободил командира 145-го полка, полковника Сесила Уиткоба от командования ввиду крайней усталости последнего. Во второй половине дня, после артподготовки части 2-го батальона 148-го пехотного полка атаковали японцев и захватили ряд удерживаемых ими позиций. На следующий день батальон продолжил движение вперёд и выдавил японцев с захваченных ими ранее позиций, отвоевав периметр. 13 марта «Иваса» начал вывод войск с позиций атаки. В ходе данных боёв отряд понес тяжелые потери: по данным американских войск было убито 309 человек, также двое японцев были взяты в плен. В 37-й дивизии погибло 5 офицеров и 73 солдата.

### Высота 260
Высота 260 находилась в основном секторе дивизии США, в 730 метрах от периметра, на южных подходах к Торокине. Этот элемент местности по форме напоминал песочные часы и состоял из двух закруглённых холмов на севере и юге, которые получили от американцев название «Северный выступ» (англ. North Knob) и «Южный выступ» (англ. South Knob) соответственно, и по сути представлял собой седловину, хоть и разделённую очень узкой ручкой. Силы США создали на данном участке форпост, который занимал усиленный взвод роты G 2-го батальона 182-го полка совместно с группой наблюдателей и наводчиков. Общая численность этого отряда на 10 марта составляла около 80 человек. Смотровая площадка была возведена на высоте 46 метров, на дереве, а густо заросший холм был также защищён сетью бункеров из мешков с песком и брёвен. В ночь с 9 на 10 марта небольшие группы из отряда «Мудо» проникли 730-метровую пропасть между высотой 260 и основным периметров ВС США, после чего двинулись на исходную, согласно плану, позицию к востоку от холма. Ночью подступы к нему были обстреляны американской артиллерией.
Японские войска начали свою атаку на высоту вскоре после 6:00 10 марта 1944 года с намерением захватить её и использовать как плацдарм для дальнейшего наступления на высоты 309 и 608, расположенные внутри периметра обороны США. Первоначально штурм был осуществлён полностью или частично 3-м батальоном 3-го пехотного полка, который захватил территорию вокруг смотровой площадки. Узнав об атаке, Гризвольд отдал приказ удержать высоту 260 любой ценой; до этого момента штаб не планировал удерживать данную позицию. Роты E и F 2-го батальона 182-го пехотного полка США впоследствии были отправлены на высоту. Большая часть второй из них усилила позиции значительно сократившейся в размерах роты G, после чего один из её взводов совместно с ротой E контратаковали с целью возвращения ранее утраченных позиций. К вечеру 10 марта атака была прервана; американцам удалось восстановить позиции, занимаемые ими в 6:00, однако они понесли тяжёлые потери от японского огня и истощения. Ранним утром японцы совершили попытку выбить американцев из роты E с занятых позиций, однако они были отброшены, сумев при этом окружить противника. Рота G, попытавшаяся его прорвать, также попала под шквальный огонь японцев. Тогда американцы задействовали роту B, которая должна была помочь разорвать контакт и, оставив позиции, отойти к главному периметру на «Северном выступе» высоты 260. Роте удалось справится с задачей, и вскоре она заняла новые оборонительные позиции.

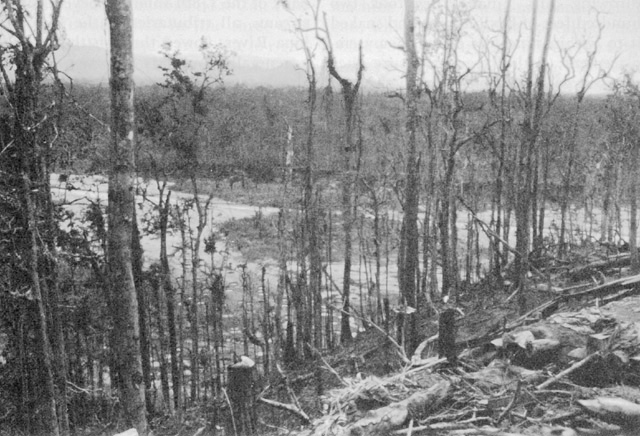
Фотография северного выступа сразу после битвы, 1944 год

Помощник командира дивизии, бригадный генерал Уильям А. Маккалок прибыл во второй половине дня 11 марта 1944 года чтобы принять руководство сражением на высоте. Вместе с ним прибыло подкрепление из нескольких групп огнемётчиков из 132-го пехотного полка. Тогда же американские войска сделали попытку вернуть «Южный выступ». Хотя первоначально она возымела успех и позволила вызволить из окружения группу солдат, изолированных на позиции, к вечеру американцы были вынуждены вновь отойти на первоначальные позиции. Тогда же бои фактически прекратились, поскольку соперники не предприняли никаких наступательных действий в сторону друг друга. Отряд «Мудо» воспользовался этой возможностью для концентрации своих сил, целиком заняв «Южный выступ» и возведя несколько бункеров.
Японцы открыли огонь с закрытых позиций рано утром 12 марта 1944 года. Американская артиллерия и миномёты сразу же начали стрелять в ответ. Противник находился настолько близко, что они были вынуждены укрываться за баррикадами, чтобы не попасть под осколки собственных снарядов. Поскольку припасы в этой точке заканчивались, союзники предприняли дополнительные усилия по доставке боеприпасов, еды и воды; солдаты были вынуждены нести тяжёлые грузы под шквальным огнём врага. Их поддерживала оборона «выступа», которая огнём на подавление не давала японцам стрелять. К полудню припасов оказалось достаточно для начала атаки, в которой приняла участие лишь одна рота A 1-го батальона 182-го пехотного полка. Она в основном обеспечивала поддерживающий огонь, в то время как рота B предприняла попытку флангового обхода противника, чтобы атаковать японцев с помощью огнемётов, а также передать более точные координаты для артиллерии. Атака первоначально оказалась весьма успешна, однако в дальнейшем была остановлена командованием. В попытке удержать новые позиции командование направило на усилению роту A 1-го батальона 132-го пехотного полка, однако она попала под сильный огонь японцев и была остановлена, не достигнув первоначальной цели. В результате к вечеру войска отступили обратно к позициям, которые занимали на «Северном выступе» рано утром. Подсчитав потери и то, какой ценой им может дастся дальнейшее удержание высоты, командование рот запросило разрешение на отступление к периметру, однако штаб 24-го корпуса ответил отказом.
На следующий день, 13 марта 1944 года предприняли несколько попыток отбить высоту, однако все атаки были отбиты японцами. Так как потери всё росли, Маккалок решил отказаться от прямых столкновений с противником, вместо этого решив измотать защитников, поскольку разведке удалось обнаружить, что у японцев отсутствуют резервы для укрепления позиций, в связи с чем командование пришло к выводу, что взятие высоты стало для японцев пирровой победой — даже если в дальнейшем им удастся её удержать, для дальнейшего продвижения у них просто не хватит сил. Оценка оказалась верной, поскольку японцы, видимо отчаявшись победить, стали перебрасывать подразделения для укрепления «Магаты» на северном периметре; вероятно, у их командования оказалась надежда, что на том участке можно собрать достаточно войск для прорыва обороны союзников. На «Южном выступе» де-факто остался лишь небольшой отряд, выполнявший роль символического «гарнизона». В последующие дни перестрелок не происходило, поскольку вплоть до 27 марта 1944 года отряд подвергался периодическому артобстрелу и бомбардировкам, после чего он покинул позиции.
Американские потери в данном секторе составили 98 убитыми, 581 ранеными и 24 пропавшими без вести. Также американцы насчитали 560 убитых японцев, когда последние покинули позиции, дав войскам США возможность вновь занять «Южный выступ».

### Ручьи Тейлор и Кокс
Подразделение «Магата» подошло к мысу с севера, двигаясь по , ранее построенной американскими инженерами, и вошло в северо-западный сектор периметра близ ручья Тейлор. В период с 11 по 17 марта 1944 года данное формирование атаковало позиции, занятые 129-м пехотным полком армии США и расположенные в районе ручьёв Кокс и Тейлор к востоку от тропы Нума-Нума в секторе 37-й дивизии. После начала контрнаступления в центральном и южном секторах обороны 8/9 марта 1944 года, северный сектор подвергся артиллерийскому обстрелу с закрытых позиций. Дальнейшие несколько дней происходили небольшие стычки между патрулями союзников и японцев без серьёзных столкновений. 11 марта основные отряды подразделения «Магата» сосредоточились вокруг своей точки сбора, располагавшейся на горе Нампеи, готовясь к штурму позиций противника. Как только они начали продвижение на юго-запад, американцы отвели войска из аванпостов, а перед основными позициями их армии были заложены мощные заграждения. Вечером того же дня крупные отряды с каждой из сторон вели интенсивную перестрелку вдоль лесозаготовительной тропы, которая продолжалась вплоть до наступления темноты. В течение ночи небольшие группы японцев попытались проникнуть на позиции союзников, перерезав проволоку в некоторых местах. Им удалось захватить несколько бункеров на стыке «Тейлора» и лесозаготовительной тропы, а также ещё некоторые позиции восточнее.
В течение следующего дня войска западных союзников пытались вернуть утраченные позиции с целью восстановления целостности своей линии обороны. Наиболее крупные столкновения происходили ближе к вечеру, когда солдатам США удалось отбить некоторые бункеры. Тогда же американцы использовали стрельбу с закрытых позиций и прожекторы чтобы запугать противника. Перед рассветом они возобновили атаку, закончившуюся достаточно удачно — им удалось захватить ещё один бункер. К утру 13 марта 1944 года запросил танковую поддержку; командование практически сразу же отправило на фронт четыре танка из 754-го танкового батальона. Пока боевые машины прибывали, американцы проводили небольшие контратаки, отбивая у противника метр за метром. К середине утра танки вступили в бой, и войска союзников отвоевали ещё несколько ранее потерянных оборонительных позиций в массированных атаках до и после обеда. Однако затем первая группа танков, у которой истощились горючее и боеприпасы, была отозвана и заменена новой, с приходом которой атака была возобновлена. Бои продолжались в течение всего дня до 19:30, когда японцы были вынуждены удалиться с ранее захваченных позиций на те, которые они занимали в начале сражения.

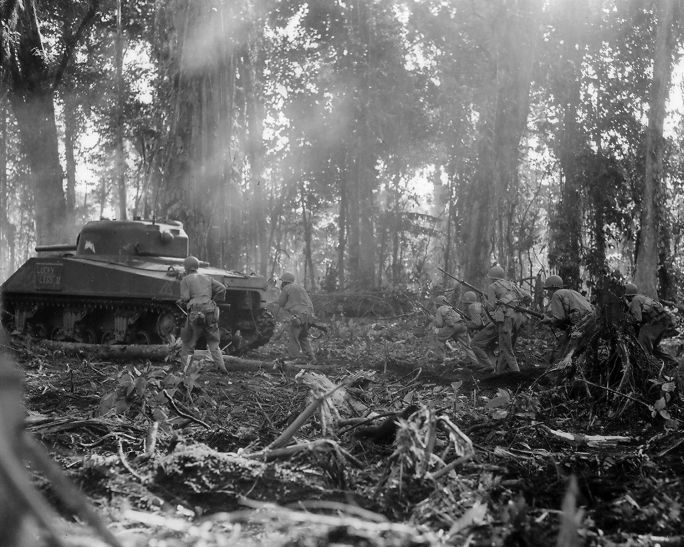
Войска 129-го пехотного полка наступают при поддержке танков, 16 марта 1944 года

Несмотря на то, что короткие перестрелки и небольшие стычки между патрулями продолжались, в целом 14 марта 1944 года на фронте наступило затишье. Однако на следующий день три японских батальона ещё до рассвета атаковали американские позиции. Им удалось немного продвинуться в районе Кокс-Крик, однако силы союзников контратаковали с применением авиации, огнемётов и базук, отбив часть захваченных позиций. Во второй половине дня на помощь прибыл взвод американских танков класса M4 Sherman, которые атаковали позиции японцев около трёх часов дня, отвоевав большую часть периметра. С этого момента схема развития битвы с точностью повторила предыдущие дни: перерыв в боях на сутки с незначительными столкновениями и новая успешная контратака японцев.
Видимо решив, что с таким ходом боёв они ни к чему не придут, японцы решили сосредоточить свои усилия на самом северном участке фронта, который удерживал 129-й пехотный полк армии США. В поддержку подразделению «Магата» были перемещены «Иваса» и «Мудо», которые должны были объединится с первым и вместе начать полномасштабное наступление, целью которой было достижение аэродромов. Передвижение окончилось к 23 марта. Согласно американскому историку Гарри Альфреду Гэйли, японцы сосредоточили около 4850 солдат. В период между прибытием отрядов и концом японского наступления, боевые действия ограничивались стычками между патрулями; союзники, тем временем, работали над укреплением периметра. Единая атака началась после захода солнца 23 марта 1944 года, когда японцы начали артобстрел позиций союзников, а также произошло несколько небольших перестрелок. Эта атака стала последним элементом японского контрнаступления на Бугенвиле. Войскам союзников удалось перехватить планы японцев, и они знали о предстоящем нападении. В момент начала атаки американская артиллерия открыла по позициям японцев сильный огонь прямой наводкой, прервав их продвижение и причинив немалый ущерб в живой силе. Однако японцам удалось захватить некоторые позиции армии США. Днём следующего дня союзники начали контратаку с применением танков и семи дивизионов артиллерии; благодаря перехваченным данным они вовремя ввели в регион большое количество вспомогательной артиллерии. На тыл подразделения «Иваса» также обрушились шквальный огонь и бомбы с воздуха; в ходе ожесточённых боёв один из батальонов был практически полностью уничтожен, а от второго «мало что осталось». Эта атака остановило японское контрнаступление: Хякутаке, видя положение своей армии, объявил о его окончании. Вплоть до конца 25 марта американские войска и батальон Фиджи преследовали отступающие отряды японцев.

### Роль флота
Помимо обеспечения огневой поддержки обороняющимся войскам, ВМС США на Бугенвиле стремились предотвратить переброску дополнительных сил и другие японские атаки на протяжении всего контрнаступления. В период с 3 по 16 марта четыре эсминца ежедневно обстреливали японские склады снабжения и скопления войск у устья реки Рейни к востоку от периметра. Поскольку союзники предполагали, что японцы попытаются использовать баржи для высадки войск внутри периметра, эсминцы и катера США, дислоцированные на острове, каждую ночь патрулировали побережье залива императрицы Августы. Американские морские пехотинцы также занимали ряд оборонительных позиций, расположенных вдоль пляжей по периметру.

## Последствия

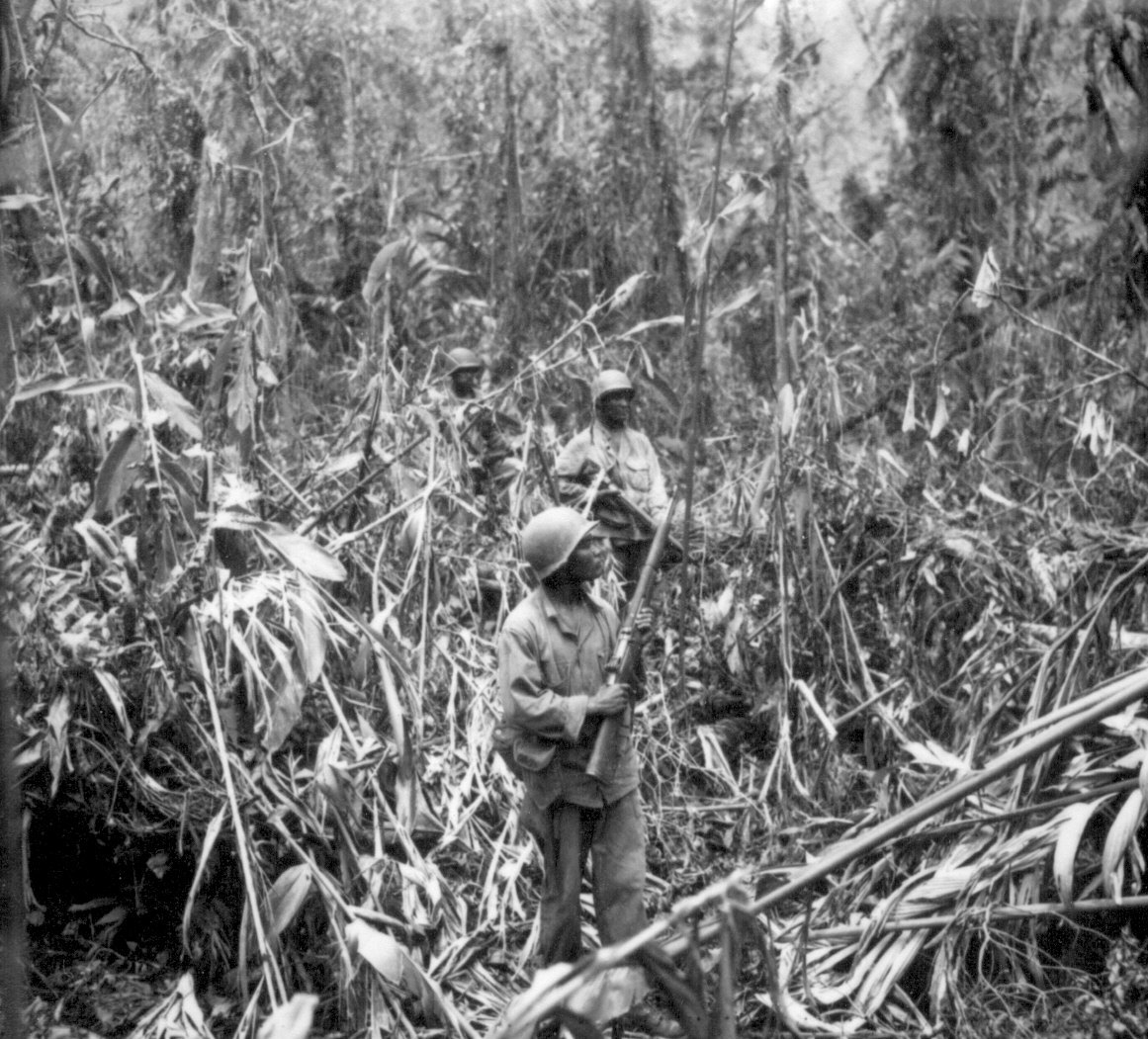
Американские подразделения патрулирует тропу Нума-Нума. Май 1944 года

Контрнаступление на Бугенвиле подошло к концу 27 марта 1944 года, когда Хякутакэ отдал приказ своим войскам прекратить атаковать и отойти. Когда они начали движение, части 6-го японского кавалерийского полка (чьи солдаты оставили своих коней при высадке в Тихом океане и были формально преобразованы в пехотное подразделение после военной реформы 1943 года) и второго батальона 4-го гарнизона Южного моря действовали как прикрытие. На следующей день высота 260 была вновь взята войсками союзников. Тем временем японцы, в основном организованно, отошли на позиции, которые они занимали до начала контрнаступления. Однако на следующей неделе войска союзников расширили периметр и начали преследовать японцев. Основной целью операции было не истребление отступавших японских подразделений, а захват ключевой для успеха дальнейшей операции территории, создание аванпостов и блокада позиции вдоль потенциальных японских путей снабжения.
Источники приводят разные данные о потерях японских войск. Американская официальная история 1959 года оценивает потери японцев в более чем 5000 убитыми и 3000 ранеными. Официальная история корпуса морской пехоты США оценивает потери японцев в 6843 человека битыми за всё время контрнаступления. В 2011 году австралийский историк Карл Джеймс привёл альтернативные данные о 3500 убитых и 5500 раненых японских солдат, при этом отметив, что многие раненые впоследствии скончались. Японский историк Хироюки Синдо в 2016 году написал о том, что из непосредственно принимавших участие в сражении имперцев погибли 2700 человек; однако он же приводит данные о 5400 убитых и 7100 раненых японцах во всех боях на Бугенвиле в то время. Общую цифру в 12 500 убитых и раненых без уточнения также подтверждает историк Кенгоро Танака в 1980 году. Карл Джеймс также пишет, что многие подразделения не смогли восстановить потери и были расформированы, а их боевой дух упал.
Потери союзников были намного меньше. Согласно официальной истории армии США 1959 года, потери 14-го корпуса составили 263 человека. Согласно монографии 1962 года, которую подготовило управление Главного хирурга армии США, общие потери союзников на Бугенвиле с 15 февраля по 21 апреля 1944 года составили 2335 человек — 395 погибших и 1940 раненых.
Провал контрнаступления и дальнейшее преследование сломили японские войска. Из-за разрыва линии снабжения в них стал расти уровень заболеваемости; подразделения заботило в основном выживание, а не дальнейшие боевые действия. Напротив, база союзников значительно выросла в размере, в конечном итоге протянувшись на 9,7 километров вдоль побережья и на 8 километров вглубь суши. Хорошо укомплектованный припасами, оборудованием, а также оснащённый всеми необходимыми удобствами, в том числе медицинскими и рекреационными объектами, он стал «символом силы и богатства союзников», используясь для произведения впечатления на местное население. Отразив контрнаступление, войска западных союзников заняли в основном оборонительную позицию, дополнительно укрепив периметр. В течение всего 1944 года американцы не вели наступательных действий, ограничиваясь лишь патрулированием сильно ограниченного радиуса; основной их целью было сдержать японцев, а не уничтожить их. Ситуация поменялась лишь в конце года, когда австралийские подразделения генерал-лейтенанта Стэнли Сэвиджа начали свои операции на острове. Американцы перебросили свои подразделения на Филиппины. Заняв американскую военную базу, австралийские войска начали наступление на японские позиции с трёх сторон, ставя перед собой в качестве цели захват всего острова. После тяжёлых боёв, которые велись с декабря 1944 почти до самого конца войны, австралийцы выбили японские войска с острова.